# マリナ・アイコルツ
マリナ・アイコルツ（Marina・Aicholtz、2000年7月22日 - ）は、日本の女性モデル、タレント、女優、声優、ナレーター。フリー・ウエイブに所属。旧芸名は、マリナ・A。

## 来歴・人物
父親がアメリカ人で、母親が日本人。アメリカと日本のハーフ。
CMやテレビ番組の出演をはじめ、様々なボイス収録も担当し、外国人アクセントの日本語にも対応している。
2015年よりauのCMナレーションを担当し、2018年よりauのCMの顔出し出演にも起用された。

## 出演

### 広告
- 渋谷マークシティ
- YAMAHAピアノ

### PV
- プリンセス天功
- Cop10
- CANON EOS
- 東芝
- パナソニック
- 東急電鉄「Creative City Summit 2014」

### CM
- SONY BRAVIA
- ECCジュニア
- au三太郎シリーズ

### イベント
- プリキュア映画試写会
- アルマーニjr.ファッションショー
- 東京トップキッズコレクション2013

### 雑誌・カタログ
- 資生堂フリーペーパー
- 月刊フローリスト(表紙)
- コマーシャルフォト「NIKON D810」12月号

### 映画
- 角川映画「バイロケーション」

### テレビドラマ
- 熱血硬派くにおくん

### テレビアニメ
- ポケットモンスター（2019年 - 2022年、テレビ東京系） - ゴウのスマホロトム、白フラベベ、チョンチー、ヒメンカ、ケーシィ
- しまじろうのわお!（時期不明）

### WEBアニメ
- ポケットモンスター 神とよばれし アルセウス（2022年、Amazon Prime Video） - ゴウのスマホロトム

### テレビ番組
- コズミックフロント
- シルシルミシル
- 外国人歌うまバトル
- 外国人カラオケ大会
- 中居正広の金曜日のスマイルたちへ（再現VTR）
- 奇跡体験!アンビリバボー（再現VTR）
- ザ!世界仰天ニュース（再現VTR）
- ザ・ベストハウス123
- 天才!志村どうぶつ園
- トリハダ（秘）スクープ映像100科ジテン
- YOUは何しに日本へ?（ナレーション）
- かみひとえ
- 新説!所JAPAN（ナレーション）
- ビットワールド
- いた!ヤバイ生き物 キケン生物と大バトル（ナレーション）
- ZIP! 「ハックツ」 (タイトルナレーション)
- 不可避研究中　NHK総合テレビジョン（ナレーション）
- DJ KOOのココDO KOO!?（ナレーション）

### ナレーション
- TOSHIBA dynabook CM
- マクドナルド
- ポカリスウェット
- AGFコーヒー
- V6「Oh! My! Goodness!」
- 英会話教材
- au三太郎シリーズ CM